# Jan Phyl Village
Jan Phyl Village ist ein census-designated place (CDP) im Polk County im US-Bundesstaat Florida.  Das U.S. Census Bureau hat bei der Volkszählung 2020 eine Einwohnerzahl von 5.927 ermittelt.

## Geographie
Jan Phyl Village grenzt im Osten direkt an die Stadt Winter Haven und liegt rund 10 km nördlich von Bartow sowie etwa 60 km östlich von Tampa. Der CDP wird von der Florida State Road 540 tangiert.

## Demographische Daten
Laut der Volkszählung 2010 verteilten sich die damaligen 5573 Einwohner auf 1896 Haushalte. Die Bevölkerungsdichte lag bei 456,8 Einw./km². 72,1 % der Bevölkerung bezeichneten sich als Weiße, 18,5 % als Afroamerikaner, 0,4 % als Indianer und 1,2 % als Asian Americans. 5,1 % gaben die Angehörigkeit zu einer anderen Ethnie und 2,7 % zu mehreren Ethnien an. 16,2 % der Bevölkerung bestand aus Hispanics oder Latinos.
Im Jahr 2010 lebten in 41,2 % aller Haushalte Kinder unter 18 Jahren sowie 24,9 % aller Haushalte Personen mit mindestens 65 Jahren. 77,8 % der Haushalte waren Familienhaushalte (bestehend aus verheirateten Paaren mit oder ohne Nachkommen bzw. einem Elternteil mit Nachkomme). Die durchschnittliche Größe eines Haushalts lag bei 2,98 Personen und die durchschnittliche Familiengröße bei 3,29 Personen.
30,2 % der Bevölkerung waren jünger als 20 Jahre, 24,6 % waren 20 bis 39 Jahre alt, 28,6 % waren 40 bis 59 Jahre alt und 16,7 % waren mindestens 60 Jahre alt. Das mittlere Alter betrug 36 Jahre. 48,7 % der Bevölkerung waren männlich und 51,3 % weiblich.
Das durchschnittliche Jahreseinkommen lag bei 45.083 $, dabei lebten 12,9 % der Bevölkerung unter der Armutsgrenze.
Im Jahr 2000 war Englisch die Muttersprache von 93,39 % der Bevölkerung, Spanisch sprachen 5,14 % und 1,47 % sprachen Vietnamesisch.